# Máy tính lớn

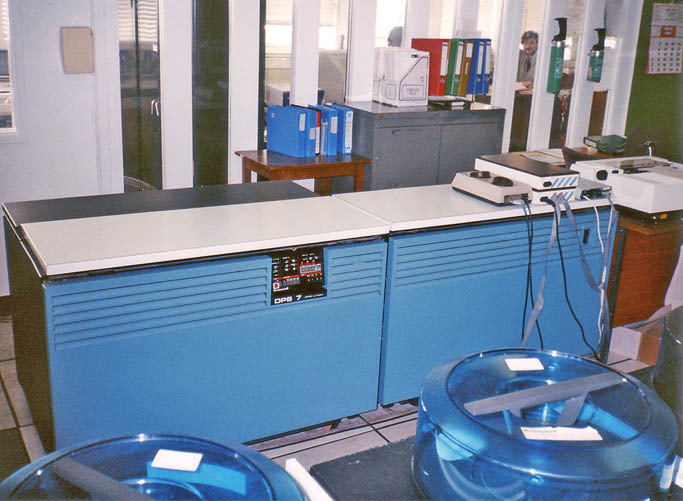
Một máy tính lớn hiệu Honeywell-Bull DPS 7, khoảng năm 1990.

Máy tính lớn (tiếng Anh: Mainframe) là loại máy tính có kích thước lớn được sử dụng chủ yếu bởi các công ty lớn như các ngân hàng, các hãng bảo hiểm... để chạy các ứng dụng lớn xử lý khối lượng lớn dữ liệu như kết quả điều tra dân số, thống kê khách hàng và doanh nghiệp, và xử lý các giao dịch thương mại.
Hiện nay thị trường máy tính lớn do IBM chiếm 99%, với máy IBM ZSeries (hệ điều hành MVS), Z có nghĩa là Zero.
Zero downtime, có nghĩa là máy có thể hoạt động 24/24 giờ mỗi ngày, 7/7 ngày mỗi tuần, và 365/365 ngày không ngừng. So với các máy tính loại nhỏ như máy tính cá nhân, máy tính lớn được ví như 1 chiếc xe tăng: vững chắc, có thể nhận hàng ngàn lệnh cùng 1 lúc. Ví dụ máy IBM Z9 (2008) có thể được gắn 20 processor và đáp ứng 8.000.000.000 (8 tỉ) lệnh 1 giây.